# La Tour blanche
Pour les articles homonymes, voir Tour Blanche (homonymie).
Pour plus de détails, voir Fiche technique et Distribution.
La Tour blanche (titre original : The White Tower) est un film américain de Ted Tetzlaff sorti en 1950.

## Synopsis
Pour réaliser le rêve de son père, mort durant une ascension, l'alpiniste Carla Alton tente de gravir la Tour blanche, dans les Alpes suisses.

## Fiche technique
- Titre original : The White Tower
- Réalisation : Ted Tetzlaff
- Scénario : Paul Jarrico d'après le roman de James Ramsey Ullman
- Directeur de la photographie : Ray Rennahan
- Montage : Samuel E. Beetley
- Musique : Roy Webb
- Costumes : Michael Woulfe (non crédité)
- Production : Sid Rogell RKO
- Genre : Film d'aventure en technicolor
- Pays de production :  États-Unis
- Durée : 98 minutes (1 h 38)
- Dates de sortie :
  - États-Unis : 24 juin 1950
  - Royaume-Uni : 11 septembre 1950

## Distribution
- Glenn Ford (VF : Roland Ménard) : Martin Ordway
- Alida Valli (VF : Sylvie Deniau) : Carla (Catherine en VF) Alton
- Claude Rains (VF : Georges Chamarat) : Paul Delambre
- Oscar Homolka : Andreas
- Sir Cedric Hardwicke : Dr Nicholas Radcliffe
- Lloyd Bridges (VF : Pierre Asso) : M. Hein
- June Clayworth : Mrs. Astrid Delambre
- Lotte Stein : Frau Andreas